# Autoestradas do Atlantico
Autoestradas do Atlântico (AEA) est une entreprise portugaise. Elle gère deux autoroutes au Portugal.

## Structure
Autoestradas do Atlântico est détenue à 50% par la société Autoestradas do Oeste, elle-même détenue par la société canadienne Roadis depuis janvier 2018.